# Fresquiennes
Fresquiennes és un municipi francès situat al departament del Sena Marítim i a la regió de Normandia. L'any 2007 tenia 1.039 habitants.

## Demografia

### Població
El 2007 la població de fet de Fresquiennes era de 1.039 persones. Hi havia 384 famílies de les quals 51 eren unipersonals (13 homes vivint sols i 38 dones vivint soles), 133 parelles sense fills, 167 parelles amb fills i 33 famílies monoparentals amb fills.
La població ha evolucionat segons el següent gràfic:
Habitants censats

### Habitatges
El 2007 hi havia 402 habitatges, 381 eren l'habitatge principal de la família, 1 era una segona residència i 20 estaven desocupats. 396 eren cases i 2 eren apartaments. Dels 381 habitatges principals, 329 estaven ocupats pels seus propietaris, 48 estaven llogats i ocupats pels llogaters i 4 estaven cedits a títol gratuït; 1 tenia una cambra, 3 en tenien dues, 37 en tenien tres, 81 en tenien quatre i 259 en tenien cinc o més. 314 habitatges disposaven pel capbaix d'una plaça de pàrquing. A 131 habitatges hi havia un automòbil i a 234 n'hi havia dos o més.

### Piràmide de població
La piràmide de població per edats i sexe el 2009 era:
| Homes | Edats   | Dones |
| ----- | ------- | ----- |
| 0     | 95 o +  | 0     |
| 4     | 90 a 94 | 0     |
| 4     | 85 a 89 | 0     |
| 12    | 80 a 84 | 4     |
| 20    | 75 a 79 | 28    |
| 12    | 70 a 74 | 12    |
| 12    | 65 a 69 | 16    |
| 16    | 60 a 64 | 8     |
| 20    | 55 a 59 | 24    |
| 44    | 50 a 54 | 32    |
| 44    | 45 a 49 | 40    |
| 32    | 40 a 44 | 28    |
| 60    | 35 a 39 | 68    |
| 24    | 30 a 34 | 32    |
| 32    | 25 a 29 | 24    |
| 24    | 20 a 24 | 40    |
| 16    | 15 a 19 | 48    |
| 44    | 10 a 14 | 28    |
| 36    | 5 a 9   | 56    |
| 16    | 0 a 4   | 24    |

## Economia
El 2007 la població en edat de treballar era de 713 persones, 532 eren actives i 181 eren inactives. De les 532 persones actives 494 estaven ocupades (261 homes i 233 dones) i 39 estaven aturades (16 homes i 23 dones). De les 181 persones inactives 69 estaven jubilades, 77 estaven estudiant i 35 estaven classificades com a «altres inactius».

### Ingressos
El 2009 a Fresquiennes hi havia 384 unitats fiscals que integraven 1.055,5 persones, la mediana anual d'ingressos fiscals per persona era de 20.923 €.

### Activitats econòmiques
Dels 23 establiments que hi havia el 2007, 1 era d'una empresa alimentària, 1 d'una empresa de fabricació d'altres productes industrials, 9 d'empreses de construcció, 4 d'empreses de comerç i reparació d'automòbils, 1 d'una empresa de transport, 1 d'una empresa d'hostatgeria i restauració, 1 d'una empresa d'informació i comunicació, 2 d'empreses immobiliàries, 1 d'una entitat de l'administració pública i 2 d'empreses classificades com a «altres activitats de serveis».
Dels 10 establiments de servei als particulars que hi havia el 2009, 1 era un paleta, 1 guixaire pintor, 2 fusteries, 2 lampisteries, 1 electricista, 1 restaurant i 2 agències immobiliàries.
L'únic establiment comercial que hi havia el 2009 era una fleca.
L'any 2000 a Fresquiennes hi havia 29 explotacions agrícoles que ocupaven un total de 990 hectàrees.

## Equipaments sanitaris i escolars
El 2009 hi havia una escola elemental.

## Poblacions més properes
El següent diagrama mostra les poblacions més properes.